# Galeriegräber in Niedersachsen
Die Galeriegräber in Niedersachsen heben sich in ihrem Erscheinungsbild deutlich von den typgleichen Megalithanlagen Hessens und Westfalens ab. Sie werden wegen der Übereinstimmung in Bauweise und Grundriss mit den Allée couvertes, in Frankreich, als Galeriegräber und wegen ihres Hauptverbreitungsgebietes auch als „westfälisch-hessische Steinkisten“ bezeichnet. In Niedersachsen sind lediglich sechs mehr ober minder beschädigte Galerien nachgewiesen (Bredelem, Evessen, Heyersum, Rohden, Seinstedt und Sorsum).
Legt man die Arbeit von Waldtraut Schrickel (1920–2009) zugrunde, so sind in Deutschland etwas mehr als 40 Galerien bekannt. Unberücksichtigt sind die nicht in den Boden eingetieften mitteldeutschen Kammern, die in Niedersachsen mit der Anlage von Liebenburg vertreten sind. Galerien finden sich in Deutschland in einer breiten Zone vom Mittelrhein bis Mitteldeutschland, wobei Niedersachsen die nördliche periphere Lage einnimmt.

Schema einer Galerie am Beispiel Pierre-aux-Fées

## Beschreibung
Bei den Galerien handelt es sich um Bauten für neolithische Kollektivbestattungen. Bis auf die Anlage von Sorsum sind die niedersächsischen Galerien aus plattigem, in der Nähe gebrochen Steinmaterial erbaut. Es lassen sich drei charakteristische Merkmale anführen. In einigen Fällen, sowie bei regionalen Gruppen, sind jedoch Abweichungen zu beobachten:
- der stets rechteckige Grundriss
- die Eintiefung in den Untergrund
- das Baumaterial – plattige Steine.

Einige Anlagen sind teilweise in Trockenmauerwerk ausgeführt.
Die Kammern erreichen oft beträchtliche Längen, in Westfalen zuweilen 30 m. Bei einem Großteil lässt sich kein Zugang nachweisen. Ist er vorhanden, befindet er sich gewöhnlich an einer der Schmalseiten der Kammer (axialer Zugang). In vier Fällen ist ein Zugang an der Längsseite der Kammer (lateraler Zugang) nachgewiesen; davon besitzen zwei Anlagen einen kurzen, steingefassten Gang, ähnlich dem von Ganggräbern der Trichterbecherkultur (TBK). Der Zugang kann durch eine Rollsteinpackung oder durch einen (ein- oder zweiteiligen) Türstein verschlossen sein, der ein Seelenloch besitzt. Bei einigen Galerien mit axialem Zugang, vornehmlich in Hessen, kommt eine Unterteilung der Kammer in einen kleinen offenen Vorraum an einer der Schmalseiten und den größeren Hauptraum vor. Viele Kammern besitzen ein Bodenpflaster, das oft sorgfältig aus kleineren plattigen Steinen oder Rollsteinen gelegt wurde.
Die Abdeckung der Kammern ist in wenigen Fällen überliefert. Wo Befunde vorliegen, waren die Galerien mit großen plattigen Decksteinen abgedeckt. Dies wird man auf die überwiegende Zahl der Galerien übertragen dürfen. Eine Holzbalkendecke zeigt der Befund aus Sorsum, bei dem an der in den anstehenden Fels eingetieften Kammer Widerlager für eine Balkendecke nachgewiesen wurden. Über den Überbau von Galerien sind wir nicht unterrichtet. Man wird aber davon ausgehen können, dass die Mehrzahl von einem flachen, in der Regel länglichen Hügel bedeckt war. Reste von Erdhügeln sind in einigen Fällen erhalten geblieben oder in alten Grabungsberichten überliefert; wenige Male wird auch von Steinpackungen über der Kammer berichtet. Die Anlagen besitzen keine einheitliche Orientierung ihrer Längsachse. Es überwiegt aber die Ost-West-Orientierung (mit Abweichungen), nur selten gibt es eine Nord-Süd-Ausrichtung.

## Funde
Die Inventare der Galerien sind im Vergleich mit den Megalithanlagen eher dürftig bzw. lückenhaft überliefert. Auffällig ist die relativ hohe Anzahl der Bestatteten. Es kommen 250 Skelette in einer Kammer vor. Die Beisetzung erfolgte, soweit erkennbar, in gestreckter Lage, seltener als Hocker. Häufig liegen die Skelette wirr übereinander. Zuweilen wird eine Unterteilung der Kammer durch querliegende Steine in  Quartiere oder unterschiedliche Bodenpflaster beobachtet, auf die die Lagerung der Skelette Rücksicht nahm. Gelegentlich wurden die Schädel an besonderer Stelle gelagert. In einigen Galerien fanden sich Feuerspuren und Reste verbrannter oder angebrannter Knochen. Aus einer Anlage in Hessen ist eine Brandbestattung bekannt. Gegenüber der Anzahl der Bestattungen ist die Anzahl der Beigaben meist gering. Neben zerscherbten Gefäßen finden sich vor allem kleine Messerklingen und Pfeilspitzen, gelegentlich auch Äxte, Beile aus Feuerstein und Knochenpfeilspitzen. In Anlagen außerhalb Niedersachsens kommen einfacher Kupferschmuck (Spiralen, Bleche), zuweilen auch Bernsteinperlen vor. Charakteristisch sind durchlochte Raubtierzähne, als Anhänger oder Kettenschmuck, und halbe Tierunterkiefer. Diese Beigaben haben amulettartigen Charakter.

## Datierung
Nur ein Teil der Funde lässt sich datieren oder einer bestimmten jungsteinzeitlichen Kultur zuweisen. Von einem Viertel der Anlagen sind überhaupt keine Funde bekannt. Viele Befunde lassen den Schluss zu, dass es sich in der Regel nicht um eine, und nicht immer um kurz aufeinander erfolgte Beisetzungen handelt. Vielmehr zeigen die oft erfassten Störungen oder Deckschichten über den unteren Bestattungen, dass man es sogar mit Nachbestattungen zu tun hat, die in zeitlichem Abstand zur Errichtung erfolgt sind, was durch die Grabbeigaben bestätigt wird. In Galeriegräbern im Norden des Verbreitungsgebiets fand sich Tiefstichkeramik der TBK, wie sie für das Flachland typisch ist. In einigen Kammern im Osten des Verbreitungsgebiets wurde unter anderem Keramik der mitteldeutschen Walternienburg-Bernburger Kultur nachgewiesen. In vielen Anlagen Hessens wurde Tonware gefunden, die ein weitgehendes Gepräge der Wartbergkultur besitzt, aber auch Züge zur Walternienburg-Bernburger Kultur aufweist. Legt man das von Ulrich Fischer (1915–2005) für die deutsche Mittelgebirgszone aufgestellte Gliederungsschema der Jungsteinzeit zugrunde, so gehören alle Funde ins Jungneolithikum. Davon heben sich Funde ab, die der spätneolithischen Schnurkeramik, der Kugelamphoren- oder der Glockenbecherkultur angehören. Daraus ergibt sich, dass der Bau und die ersten Bestattungen im Jungneolithikum erfolgten, während noch im Spätneolithikum Nachbestattungen vorkamen.
Unterschiedlich wird der Beginn der Errichtung der Galeriegräber beurteilt. Im Wesentlichen stehen sich die Auffassungen von W. Schrickel und U. Fischer gegenüber. Schrickel parallelisiert den ersten Galeriegrabhorizont mit neolithischen Gruppen des älteren Jungneolithikums (der Stufe Cl nach Fischer). Dieser Horizont wird unter anderem durch Kragenflaschen und Elemente der Chassey-Lagozza-Cortaillod-Kultur (4600–2400 v. Chr. in Frankreich gekennzeichnet. Von U. Fischer (1968 S. 13 ff) wird mit Recht geltend gemacht, dass im älteren Jungneolithikum Kollektivbestattungen weder in Mitteldeutschland noch im Bereich der TBK üblich waren. Bei der chronologischen Bewertung der Chasseen-Elemente und der Kragenflaschen werden Deutungsmöglichkeiten aufgezeigt, die die Errichtung der Megalithgräber im älteren Jungneolithikum wenig wahrscheinlich machen.

## Forschungsstand
Von den sechs niedersächsischen Anlagen sind zwei durch moderne Ausgrabungen untersucht worden (Bredelem und Sorsum), während die restlichen stark beschädigt oder zerstört waren oder wegen unzureichender Untersuchungen lückenhafte Ergebnisse lieferten (Evessen, Heyersum, Rohden, Seinstedt). Von vier weiteren Orten liegen Beobachtungen vor, die auf das Vorhandensein von Galerien an diesen Plätzen deuten (Algesdorf, Deckbergen, Watenstedt, Welsede), doch fehlt dafür der Nachweis.

### Evessen
In Evessen, Landkreis Wolfenbüttel hat die etwa Nordwest-Südost orientierte Steinkammer im Adamshai in einem flachen Hügel von dreißig Meter Länge und neun Meter Breite gelegen. Sie wurde Anfang der 1870er Jahre entdeckt und ausgeräumt. Die heute ohne Decksteine vorhandene fast rechteckige Kammer ist aus Kalksteinplatten errichtet. Die lichten Maße betragen etwa sechs mal zwei Meter. Überliefert ist, dass etwa elf Skelette in verschiedenen Richtungen nebeneinander lagen. Neben wenigen unbestimmbaren Scherben wurden ein Feuersteinbeil, ein Feuersteinmeißel, und sechs kleine Feuersteinartefakte gefunden.

### Heyersum
In Heyersum, Gemeinde Nordstemmen, Landkreis Hildesheim wurden 1927 durch H. Gummel Teile einer Kammer ausgegraben (Schrickel 1966, S. 463). Es konnten nur Reste der Pflasterung auf etwa fünf Meter Länge, bestehend aus großen Kalksteinplatten, und von der südöstlichen Kammerwand vier senkrecht Steinblöcke festgestellt werden. Auf dem Bodenpflaster fanden sich Menschenknochen und Tierknochenreste in unregelmäßiger Lagerung. Als Beigaben fanden sich etwa 60 Scherben, darunter solche, die der nordwestdeutschen Tiefstichkeramik zuzurechnen sind, sowie etwa 30 Feuersteinartefakte, darunter zwei Trapeze und drei Klingenbruchstücke. In der Nähe fand man ein Felsgesteinbeil, das vielleicht zum Grabinventar gehört.

### Rohden
Die Reste der Anlage Rohden, Landkreis Hameln-Pyrmont, wurden 1929 von dem Lehrer Wilhelm Bode ausgegraben. Er fand eine Steinpflasterung von 4,5 m gesicherter Länge und 1,9 bis 2,0 m Breite. Die Kammer war in den Boden eingesenkt und an den Längsseiten von Steinplatten gefasst. Ein Deckstein war noch vorhanden.
Auf dem Bodenpflaster lagen nach den Angaben die Reste von mindestens 16 Skeletten, die in Hockerstellung mit den Händen über dem Kopf beigesetzt waren. An Beigaben fanden sich drei Tongefäße, von denen nur noch ein konischer Napf mit Henkelöse erhalten ist, außerdem einige Tierknochenreste. Die Enden des freigelegten Kammerrests waren zerstört. H. Schroller fand bei Nachgrabungen an der Längsseite des Kammerrests ein Hockergrab. Später fand P. Erdniß ebenfalls außerhalb der Kammer ein zweihenkliges kleines Gefäß.
Für drei Orte in der Nachbarschaft wurde das Vorhandensein solcher Anlagen vermutet: Welsede (Hessisch Oldendorf, Landkreis Hameln-Pyrmont), Algesdorf (Rodenberg) und Deckbergen (Rinteln) (beide Landkreis Schaumburg). In allen Fällen legen Berichte über das Vorhandensein mehrerer großer Steinblöcke die Annahme nahe, doch fehlt ein Nachweis durch Ausgrabungen.

### Seinstedt
Die Anlage von Seinstedt, Gemeinde Achim, Landkreis Wolfenbüttel, wurde 1911 beim Pflügen entdeckt und von L. Knoop ausgegraben. Von der Ost-West orientierten Kammer, deren Maße mit vier bis fünf Metern Länge und etwa drei Metern Breite angegeben werden, war nur ein Teil der Nordwand aus Rogensandsteinplatten auf einer Länge von 2,0 bis 2,5 m erhalten. Die Grabkammer war in den anstehenden Ton eingetieft. In dieser Vertiefung lagen nach Knoop ohne Beigaben Menschenknochen, die von den darüber gefundenen Skelettresten „vollständig abgeschlossen“ waren. Ein Bodenpflaster wird nicht erwähnt. Außerdem wurden fünf weitere Bestattungen gefunden. Knoop gibt an, dass aus den Ablagerungen drei verschiedene Zeiten der Bestattungen festzustellen seien. Man hatte bei der Erstellung des Galeriegrabes offenbar keine Kenntnis davon, dass man es auf einen bereits verscharrten Menschen setzte, der aber auch ein Bauopfer darstellen kann. Die übrigen vier Skelette lagen paarweise westlich und östlich der Galerie. Außer den Menschenknochen wurden in unmittelbarer Nähe der Stirnwand einige Gefäßscherben gefunden. Einige gehören der Walternienburg-Bernburger und der Kugelamphorenkultur an.